# Kropyvnyckyj
Kropyvnyckyj (ukrajinski: Кропивницький / Kropyvnyc'kyj; do 1924 g. Jelisavetgrad, od 1924. do 1934. – Zinovjevsk, od 1934. do 1939. – Kirovo, od 1939. do 2016. - Kirovohrad) grad je u središnjoj Ukrajini središte Kirovogradske oblasti.

## Povijest
Grad se razvio oko vojnog naselja u 19. stoljeću, kada je postao važno trgovačko i kulturno središte Ukrajinaca u središnjoj Ukrajini. U sovjetskome dobu grad je postao industrijski centar, temeljen na proizvodnji poljoprivrednih i malih strojeva za obradu zemlje. U novijoj povijesti Kropyvnyckyj je zabilježio gospodarsku i ekonomsku krizu, kada su neke velike tvornice propale.  Od 2002. jača ekonomija grada. Tijekom ukrajinskih predsjedničkih izbora 2004. godine grad je postao poznat u zemlji zbog masovne izborne prijevare koje su počinile lokalne vlasti.
Tijekom 2015. godine, u okviru dekomunizacije Ukrajine, istovremeno s izborima za članove gradskih vijeća, građani tadašnjeg Kirovograda na referendumu su imali priliku odabrati novo ime svoga grada među ponuđenim varijantama: Blagomir, Eksampej, Jelisavetgrad, Zlatopilj, Inguljsk, Kozacki i Kropyvnyckyj.
Dana 14. srpnja 2016., odlukom Vrhovne rade, grad Kirovograd preimenovan je u Kropivnicki u čast ukrajinskog književnika Marka Lukiča Kropyvnyckog. Za tu je odluku glasovalo 230 zastupnika ukrajinskog parlamenta.

## Zemljopis
Kropyvnyckyj se nalazi u središnjoj Ukrajini na rijeci Ingul, željezničko i prometno je središte toga dijela Ukrajine.

## Stanovništvo
Po službenom popisu stanovništva iz 2001. godine, grad je imao 254.103 stanovnika, prema procjeni stanovništva iz 2009. godine grad je imao oko 245.700 stanovnika.

### Etnički sastav
Većinsko stanovništva grada su Ukrajinci, a postoje i brojne nacionalne manjine Rusi, Armenci, Židovi, Nijemci i ostali.

## Gradovi prijatelji
- Dobrič, Bugarska

## Poznate osobe
- Andrij Rusol, ukrajinski nogometaš
- Volodymyr Vynnyčenko, ukrajinski pisac

## Galerija
- Gradski stadion
- Saborna crkva‎‎
- Državno pedagoško sveučilište u Kropyvnyckomu

## Vanjske poveznice
- Službena stranica grada  Arhivirana inačica izvorne stranice od 26. siječnja 2010. (Wayback Machine)

### Ostali projekti
|  | Zajednički poslužitelj ima još gradiva o temi Kropyvnyckyj |